# Paulhan (Hérault)
Paulhan é uma comuna francesa na região administrativa de Occitânia, no departamento de Hérault. Estende-se por uma área de 11,26 km². Em 2010 a comuna tinha 4 029 habitantes (densidade: 357,8 hab./km²).